# Lobocleta rufescens
Lobocleta rufescens är en fjärilsart som beskrevs av George Duryea Hulst 1896. Lobocleta rufescens ingår i släktet Lobocleta och familjen mätare. Inga underarter finns listade i Catalogue of Life.